# Rigid frame
Rigid frame is de Engelse benaming voor een motorfiets-frame zonder achtervering.
In de Verenigde Staten hardtail en in Nederland stijf frame genoemd. Tot enkele jaren voor de Tweede Wereldoorlog werden vrijwel alle motorfietsen zonder achtervering geleverd. Voorvering was er meestal wel. Het comfort van de rijder en passagier moest komen van de vering in het zweefzadel.
Rigid frames komen echter nog steeds voor: op een echte chopper mag eigenlijk geen achtervering zitten. Harley-Davidson maakt een serie modellen onder de naam "Softail". Deze hebben een verborgen achterveer en zien er dus juist "hardtail" uit.

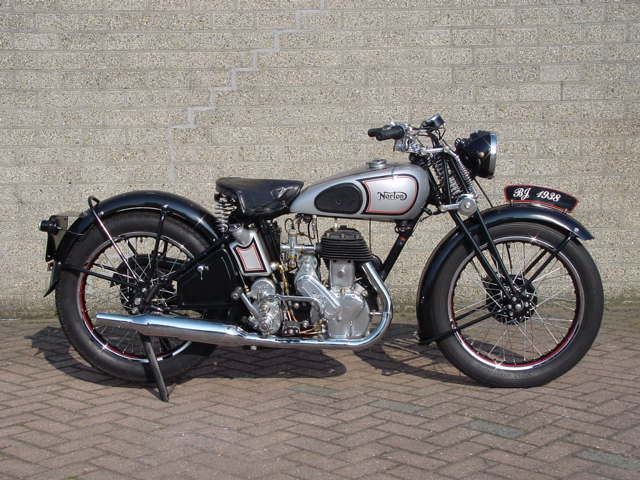
De Norton 16H uit 1938 had nog een rigid frame

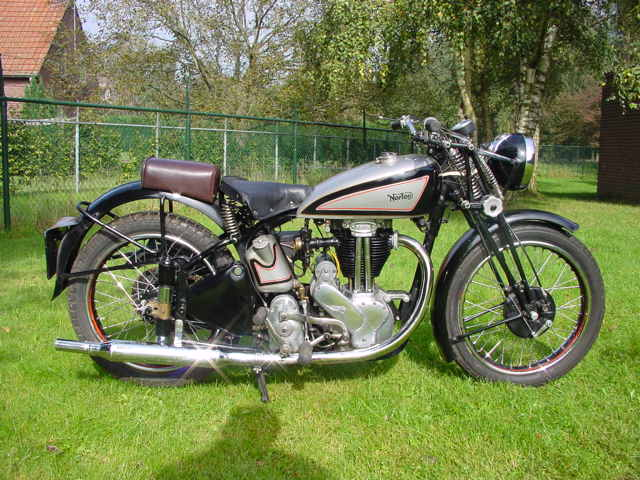
De Norton ES2 uit 1939 had plunjer-achtervering.

Achterbrug · Balhoofd · Brugframe · Buisframe · Composietframe · Deltabox · Dubbel wiegframe · Duplex frame · E-box frame · Enkel wiegframe · FAST frame · Featherbed frame · Garden gate frame · Lateral Frame Concept · LCG Twin Tube · Loop Frame · Lowboy frame · MR-Albox · Omega frame · Open frame · Perimeter frame · Pivot frame · Pivotless frame · Plaatframe · Raked frame · Rigid frame · Semi-pivotless frame · Slimline frame · Spaceframe · Springframe · Starframe · Stijf frame · Tankframe · Twin Spar frame · Vakwerkframe · Wiegframe · Zeta frame